# Phthiria pulla
Phthiria pulla är en tvåvingeart som beskrevs av Mario Bezzi 1922. Phthiria pulla ingår i släktet Phthiria och familjen svävflugor. Inga underarter finns listade i Catalogue of Life.